# The Case of the Lame Canary
The Case of the Lame Canary (O Caso do Canário Coxo) é um livro de Erle Stanley Gardner publicado em 1937 e protagonizado pelo advogado criminalista Perry Mason, sendo o 11º livro sobre o advogado.

## Enredo
Rita Swaine procura Perry Mason para que ele atue no divórcio de sua irmã Rosalind Prestcott de seu marido Walter Prestcott, Mason se nega a atuar no caso mas se interessa pelo canário da moça que está coxo da pata direita. O marido de Rosalind, Walter, quer o divórcio quando suspeita que a mulher tenha um caso com Jimmy Driscoll que já havia sido namorado dela anteriormente, Rosalind nega o caso porém a vizinha, Stella Anderson é testemunha do caso quando ocorre um acidente de carro envolvendo Carl Packard que diz ter perdido a atenção ao ver algo na janela da casa dos Prestcott, que desaparece. Quando Walter Prestcott é assassinado as suspeitas recaem sobre Rosalind e Driscoll, mas eis que a testemunha ocular do crime, Carl Packard, ou Jason Braun, é também assassinado, a história envolve ainda, além de Stella Anderson, a vizinha fofoqueira e sua fiel escudeira Mrs. Wayne, além do marido desta última Jackson Wayne, um bêbado que diz ter um testemunho sobre o crime. No meio da história ainda surge um pequeno romance entre Perry Mason e Della Street que finalmente conseguem tirar as desejadas férias e dão a volta ao mundo num cruzeiro. 

### Personagens
- Rita Swaine-irmã de Rosalind, é quem procura Perry Mason para que este atue no caso de divórcio.
- Rosalind Prestcott-esposa de Walter, porém mantém um romance oculto com Jimmy Driscoll, é a principal suspeita, junto ao amante do assassínio de Walter.
- Jimmy Driscoll-amante de Rosalind, e arqui-inimigo de Walter, também se torna suspeito do assassinato.
- George Wray-sócio de Walter, parece ser a única pessoa que conhecia Jason Braun ou Carl Packard.
- Jason Braun/Carl Packard-sofre um acidente em frente a casa dos Prestcott, o que o faz perder a memória e desaparecer, posteriormente descobre-se que foi assassinado.
- Walter Prestcott-marido de Rosalind, é assassinado logo no começo do livro, era sócio de George Wray na empresa de seguros Prestcott & Wray.
- Stella Anderson-a vizinha fofoqueira e enxerida dos Prestcott, passa boa parte do dia olhando o interior da casa dos vizinhos graças à involuntária falta de cortinas.
- Jackson Wayne-é alcoólatra e tem problemas com a esposa, teria visto Jimmy Driscoll falando ao telefone no momento do assassinato.
- Mrs. Wayne-esposa de Jackson e amiga de Stella, sofre com o alcoolismo do marido que se torna agressivo quando bebe.